# 尤尼蒂 (喬治亞州)
尤尼蒂（英語：Unity）是位於美國喬治亞州富蘭克林縣的一個非建制地區。該地的面積和人口皆未知。

## 地理
尤尼蒂的座標為34°22′32″N 83°19′29″W / 34.37556°N 83.32472°W，而該地的平均海拔高度為247米（即810英尺）。